# Vorbräuner

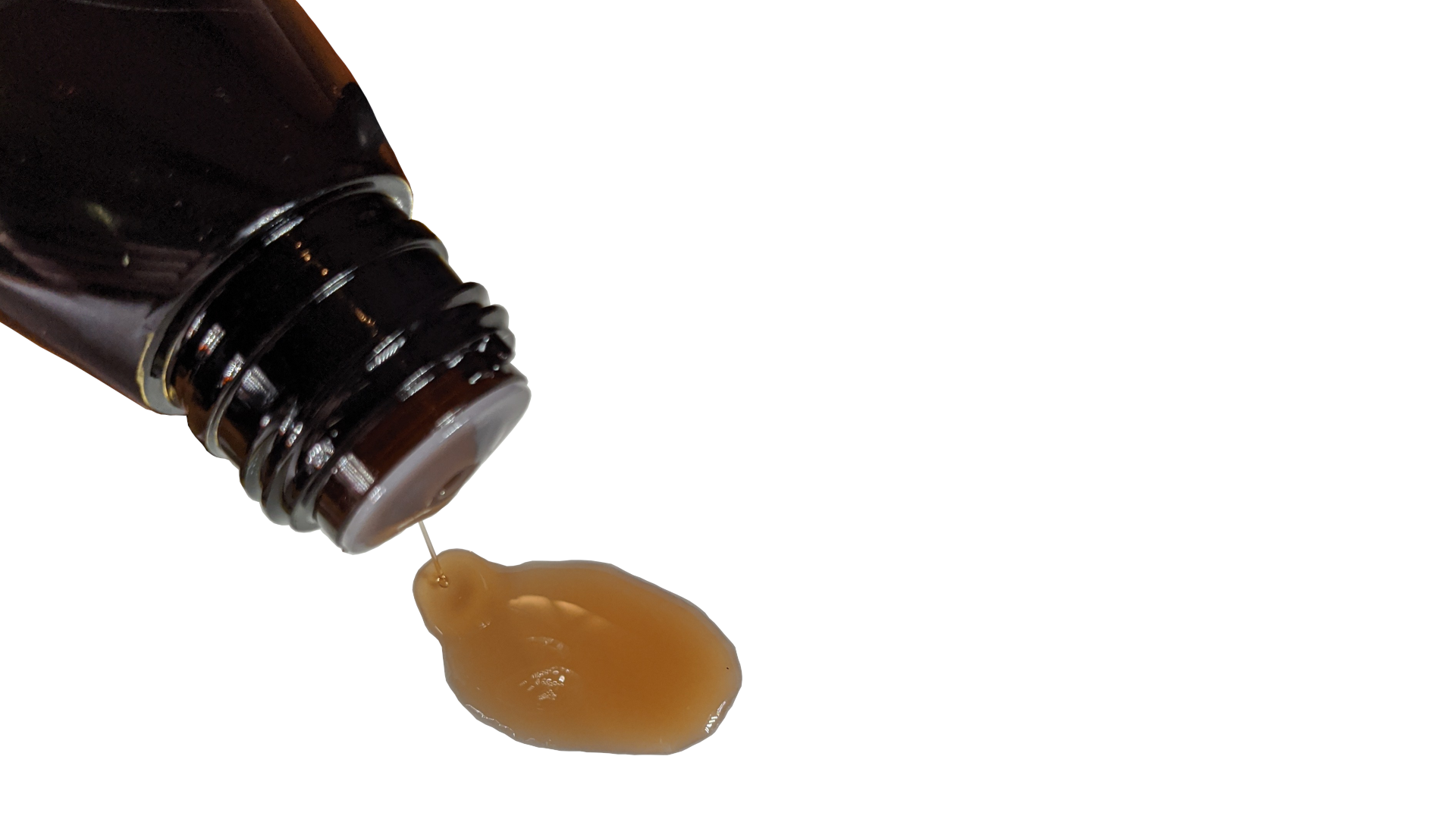
Vorbräuner werden vor dem Sonnenbad aufgetragen.

Vorbräuner (auch: Bräunungsbeschleuniger) werden vor dem Sonnenbad aufgetragen, um die gewünschte Bräune möglichst rasch und intensiv zu erreichen. Als Wirkstoffe sind oft Tyrosin oder Tyrosin-Derivate enthalten. Der Wirkstoff kann dabei Sonnenschutzmitteln zugesetzt sein oder in eigenständigen Vorbräuner-Produkten enthalten sein. Insgesamt wird durch das Auftragen des Vorbräuners die Pigmentbildung gesteigert.

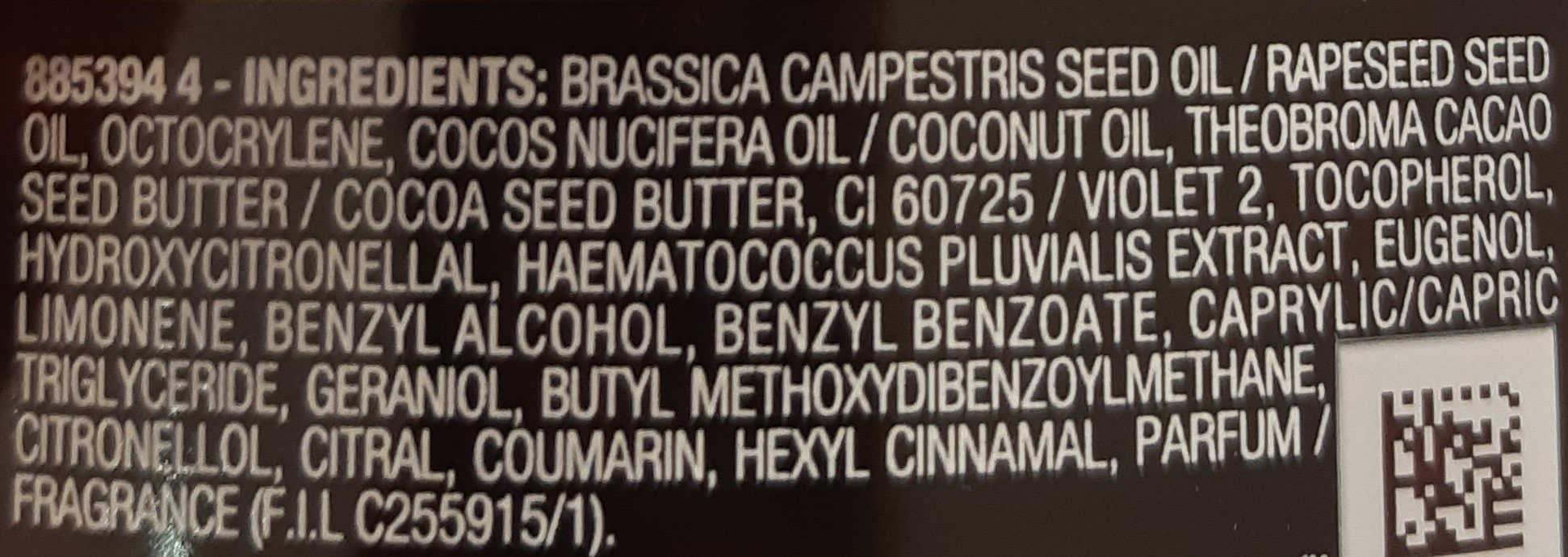
Inhaltsstoffe eines Bräunungsbeschleunigers (INCI-konforme Deklaration)